# Pseuduvaria hylandii
Pseuduvaria hylandii är en kirimojaväxtart som beskrevs av L.W. Jessup. Pseuduvaria hylandii ingår i släktet Pseuduvaria och familjen kirimojaväxter. Inga underarter finns listade i Catalogue of Life.